# Шаронов, Всеволод Васильевич
Все́волод Васи́льевич Шаро́нов (25 февраля [10 марта] 1901, Санкт-Петербург — 27 ноября 1964, Ленинград) — советский астроном.

## Биография
Родился в Санкт-Петербурге, сын артиста оперы Василия Семёновича Шаронова (1867—1929). В 1918 году поступил в Петроградский университет. В 1919—1924 годах находился в рядах Красной Армии. Возобновив обучение, окончил университет в 1926 году, а в 1929 — аспирантуру при Астрономическом институте. Затем работал в Ташкентской обсерватории, в Государственном научно-исследовательском институте аэросъемки, Пулковской обсерватории (1936—1941), С 1941 года работал в Ленинградском университете (с 1944 — профессор, в 1950—1961 — директор обсерватории университета, с 1932 года заведовал созданной им фотометрической лабораторией обсерватории). Муж астронома Н. Н. Сытинской.
Похоронен на Красненьком кладбище рядом с отцом.

## Научные достижения
Основные научные работы посвящены фотометрии планет, астрофотометрии, атмосферной оптике. Разработал методы, позволяющие определять цвет и измерять альбедо небесных тел. Предложил (совместно с Н. Н. Сытинской) так называемую «метеорно-шлаковую» теорию строения наружного покрова лунной поверхности, впоследствии подтверждённую при исследовании лунной поверхности космическими аппаратами. Опубликовал данные, выражающие изменения с фазой Луны различных фотометрических характеристик более чем ста лунных объектов. Во время противостояний Марса 1939, 1956, 1958 годов выполнил серию фотометрических и колориметрических наблюдений этой планеты и сравнил её фотометрические характеристики с альбедо и цветами образцов земных пустынь и других форм коры выветривания. Проводил фотометрические исследования других планет, а также Солнечной короны. Разработал новый тип измерителя («дымкомер»).
Занимался изучением серебристых облаков. Принимал участие в шести экспедициях по наблюдению солнечных затмений.
Автор книг «Измерение и расчёт видимости далёких предметов» (1947), «Марс» (1947), «Природа планет» (1958). Проводил большую педагогическую и популяризаторскую работу, написал несколько популярных брошюр по астрономии — «Солнце и его наблюдение», «Как устроен мир», «Есть ли жизнь на планетах» и других.
Снимался в научно-популярном фильме «Луна» режиссёра П. Клушанцева.

## Память
Именем Шаронова названы:
- малая планета (астероид) (2416) Шаронов, открытая Н. С. Черных 31 июля 1979 года в Крымской астрофизической обсерватории;
- кратер Шаронов/Sharonov на обратной стороне Луны;[2]
- кратер Шаронов/Sharonov на планете Марс[3]